# Pieter de Graeff
Pieter de Graeff (Ámsterdam, 15 de agosto de 1638-ibidem, 3 de junio de 1707) fue una figura política de Ámsterdam, Señor de Zuid-Polsbroek (provincia de Utrecht) y decimonoveno Señor de Purmerland y Ilpendam. 

## Biografía
Pieter de Graeff fue descendiente de una de las familias De Graeff más importantes, poderosas y ricas de Ámsterdam y Holanda. Fue regente y alcalde durante muchos años.
Su padre fue el regente Cornelis de Graeff, Lord de Zuid-Polsbroek y Señor de Sloten y Amstelveen, y su madre fue Catharina Hooft.
Pieter de Graeff fue presidente de la Compañía Holandesa de las Indias Orientales.
En 1660, cuando Guillermo III de Orange-Nassau tenía dieciséis años, los Estados de Holanda ordenaron, oficialmente, la construcción de una sala de gobierno, y lo nombraron Niño del Estado, un término nuevo. De Graeff, su padre Cornelis de Graeff, regentes de Ámsterdam, Johan de Witt y Gillis Valckenier estuvieron implicados en el entrenamiento de Guillermo III de Oragne-Nassau. 
De Graeff también fue asesor y amigo cercano de De Witt, y después del fallecimiento de De Witt en el rampjaar (año del desastre holandés) de 1672 se convirtió en el tutor de sus cinco hijos.
Posteriormente a la muerte de De Witt, a la muerte de su hermano Cornelis De Witt y después del ascenso al poder de la Casa de Orange-Nassau, Pieter y su tío Andries De Graeff perdieron sus cargos políticos.
Pieter de Graeff conoció a muchas celebridades como Johan de Witt, Christiaan Huygens, Jacob Boreel, Gerard Terborch, Karel Dujardin, Caspar Netscher y Joost van den Vondel.

## Descendencia y título nobiliario
De Graeff y su esposa, Jakoba Bicker tuvieron tres hijos:
- Cornelis (1671-1719), vigésimo Señor de Purmerland y Ilpendam.
- Johan (1673-1714), Lord de Zuid-Polsbroek y regente de Ámsterdam. Casado con Johanna Hooft.
- Agneta, casada con Jan Baptiste de Hochepied.

| Predecesor: Cornelis de Graeff                | Señor de Zuid-Polsbroek 1664 - 1707                     | Sucesor: Johan de Graeff       |
| Predecesor: Catharina Hooft y Jacob de Graeff | Decimonoveno Señor de Purmerland y Ilpendam 1691 - 1707 | Sucesor: Cornelis de Graeff II |